# Cosmetus biacutus
Cosmetus biacutus is een hooiwagen uit de familie Cosmetidae.